# Diablo
För andra betydelser, se Diablo (olika betydelser).
Diablo är ett datorspel utvecklat av Blizzard North. Spelet går ut på att döda Diablo, The Lord of Terror, som kommit till den mänskliga världen med hjälp av en korrupt präst vid namn Lazarus. Ett expansionspaket vid namn Hellfire, utvecklat av Sierra, utkom även. Expansionspaketet innehöll några extra föremål till exempel nya ringar, svärd, men också en ny rollperson. Blizzard betraktar inte expansionen som kanonisk.

## Handling
| ”                                                   | Gud ske pris. Du har återvänt! Mycket har förändrats sedan du bodde här, min vän. Allt var lugnt och fredligt tills de mörka ryttarna kom och förstörde vår by. Många blev nerstuckna direkt. De som tog till vapen slaktades som hundar eller släpades iväg för att bli slavar – eller något ännu värre. Kyrkan i utkanten av staden har skändats och används för hemska offerriter. Skriken som ekar i natten är djuriska, men det är möjligt att några stadsbor fortfarande är vid liv. Följ stigen mellan mitt värdshus och smedjan så kommer du till kyrkan och kan rädda de förlorade själarna. | „ |
| – Värdshusvärden Ogden i den svenska översättningen | |   |

Spelet går ut på att ta sig ner våning efter våning i en katedral för att hitta Diablo. Under tiden utvecklas rollpersonernas förmågor. Man kan välja att spela som en av tre karaktärer; Warrior, Rogue och Sorcerer (en krigare, en bågskytt och en magiker). Spelet har även varit väldigt populärt multiplayer på Battle.net.

## Versioner

### Den svenska översättningen
En svensk översättning har gjorts av Diablo, dock enbart till PlayStation-versionen. Den producerades av Electronic Arts Nordic och arbetslaget bestod av Inger Marshall (lokalisering), Erik Sigvardson (översättning), Markus Hoc (kvalitetssäkring), Jonas Bingestam (testare), Andreas Larsson (marknadsföring) samt att ljudet skapades av Rally Radio. Några av röstskådespelarna för den svenska översättning var Gunnar Ernblad, Fredrik Dolk och Hans Jonsson.

### Planerade versioner
I maj 1997 köpte Nintendo upp de japanska rättigheterna för att ge ut Diablo och det fanns vid tillfället planer på att portera spelet till antingen Nintendo 64 eller Nintendo 64 Disk Drive. Någon sådan portering ägde dock aldrig rum. Kort efter lanseringen av Diablo II fanns det planer hos Blizzard på att skapa ett spel till antingen Game Boy Color eller Game Boy Advance under namnet Diablo Junior. Handlingen skulle äga rum innan den i Diablo och Diablo Junior skulle släppas på tre separata spelkassetter, där varje spelkassett skulle innehålla olika spelbara rollfigurer och saker som spelarna sedan skulle kunna byta mellan de olika versionerna. Planerna på Diablo Junior förverkligades aldrig på grund av att kostnaderna för utvecklingen av spelet hade blivit för stora. En tidig prototyp av spelet läckte dock ut på internet under 2007 och antogs då vara en portering av Diablo.
| Recensioner     | Recensioner     |
| Recensionsbetyg | Recensionsbetyg |
| Publikation     | Betyg           |
| --------------- | --------------- |
| Gamespot        | [ 8 ]           |
| IGN             | [ 9 ]           |